# 大工よ、屋根の梁を高く上げよ シーモア-序章-
『大工よ、屋根の梁を高く上げよ シーモア-序章-』（ だいくよ やねのはりをたかくあげよ シーモア じょしょう、英: Raise High the Roof Beam, Carpenters, and Seymour: An Introduction Stories）とは、J・D・サリンジャーが『ザ・ニューヨーカー』1955年11月19日号に発表した『大工よ、屋根の梁を高く上げよ』と、1959年6月6日に同誌に発表した『シーモア-序章-』の連作二編の小説を1つにまとめたもので、1963年1月28日にリトル・ブラウン社から発行された。

## 解説
冒頭、シーモアが17歳の時に、夜泣きする生後11ヵ月の妹フラニーのためにシーモアが子守歌がわりに道教の逸話を読んで聞かせる話から始まる。その話とは、秦の穆公（ぼくこう）の求めに応じて馬の目利きが連れてきた馬は、聞いていた栗色の雌馬ではなく、性別も違う漆黒の雄馬であった。怒った穆公は紹介者の伯楽につめ寄るが、伯楽は外見に捕らわれず事の本質を見抜いた目利きを褒め称える。また確かにその馬は天下の名馬であったという話である。
『大工よ、屋根の梁を高く上げよ』はサリンジャー自ら分身と語るグラース家の次男であり小説家であるバディ・グラースが語り手となり、長男シーモアが1942年の結婚式当日に「幸福すぎる」という理由から行方を眩ませ、花嫁となるミュリエルと一緒に駆け落ちのような形でハネムーンに旅立つ一部始終をバディの目線を通して語られてゆく。当時軍隊に所属していたバディはシーモアの結婚式のため、ジョージアから1日かけてニューヨークの式場までやって来る。しかし、兄シーモアが行方不明ということが伝わると式は中止となり、ひょんなことから花嫁の親類たちと用意された車に同乗するはめとなる。やがて花婿の兄弟であることが判明してしまうが、車はパレードによって立ち往生してしまい、バディの提案で彼ら一行を自分たち兄弟のアパートに招き入れることとなる。そこでバディは兄シーモアの日記を見つけるのだった。その時、バスルームの鏡に祝福の伝言として妹ブーブーが書き残していった引用句がタイトルとなっている『大工よ、屋根の梁を高く上げよ』である。
『シーモア-序章-』は、『大工よ』の中でもシーモアの日記が示されたように、弟でありグラース家物語の語り部であるバディが数々のエピソードとシーモアの手紙を交えて、兄シーモアの内面的本質と、グラース・サーガ最大の謎とされる『バナナフィッシュにうってつけの日 』の最後のシーンで、幸せの絶頂の中にいたはずのシーモアが自殺してしまう真相を解き明かそうと試みた独白である。自ら『言葉の曲芸飛行士』と語るバディの饒舌な語り口は、時に脱線に次ぐ脱線を繰り返し、古典的な物語としてのストーリーはおろか、文章としての意図さえ破綻しかねないアクロバティックな実験的小説となっており、『ナイン・ストーリーズ』や『フラニーとゾーイー』で極まりつつあったサリンジャーの技巧的な小説手法から、新たな突破口を見出そうとした作品とも言える。そして、この流れは1965年発表の『ハプワース16、一九二四』にも受け継がれる。

## 日本語訳
- 『大工よ、屋根の梁を高く上げよ シーモア-序章-』野崎孝・井上謙治訳、新潮文庫
- 『九つの物語、大工たちよ屋根の梁を高く上げよ　サリンジャー選集 4』滝沢寿三訳、荒地出版社
- 『大工らよ、屋根の梁を高く上げよ　サリンジャー作品集5』鈴木武樹訳、東京白川書院、および角川文庫